# Sancocho canario
El sancocho canario es un plato típico de las islas Canarias, por lo que pertenece a la gastronomía canaria.

## Características
El sancocho canario es un plato a base de pescado salado (normalmente cherne, corvina o burro), papas  sancochadas, batata (sin pelar y a trozos grandes) y mojo (rojo o verde).
Se suele acompañar con la clásica pella de gofio, que no es más que gofio amasado con el propio caldo del pescado sancochado. Es muy habitual que el sancocho se prepare durante la Semana Santa, y especialmente el Viernes Santo, para cumplir con la imposición cristiana de no comer carne durante estas fechas. Hoy en día, es un plato familiar y festivo.
Tradicionalmente asociado a la isla de Gran Canaria, el sancocho constituyó una de las bases más importantes de la gastronomía canaria en épocas de dificultad económica, dada la relativa facilidad en las islas con la que se podía acceder a las materias primas que lo componen. En la actualidad está entre los más populares platos de la cocina canaria.

## Etimología
La palabra «sancocho» significa «vianda cocida a medias» o «plato a medio cocer».

## Origen
Se estima que llegó a Canarias desde la Península conocido por el nombre de «olla potente» y allí mutó en lo que hoy se conoce como Sancho sobre el siglo XIV. La mayoría de autores coinciden que este plato se trasladó desde Canarias a Sudamérica y allí nacieron con el tiempo diferentes variantes, aunque hay dificultad para encontrar textos antiguos que hablen sobre los orígenes de los platos culinarios y no se puede saber a ciencia cierta si este plano nació y se trasladó, o, su evolución fue paralela en las diferentes regiones.